# あさなぎりん
あさなぎ りん（1964年11月9日 - 本名・木村素子）は、タレント、元宝塚歌劇団・月組娘役スター。
大阪府大阪市、帝塚山学院中学校出身。身長158cm、血液型AB型。宝塚在団時の芸名は、朝凪 鈴（あさなぎ りん）。愛称はりんりん。

## 来歴・人物
1982年、第68期生として宝塚歌劇団入団。入団時の成績は15番。『春の踊り』で初舞台。その後、月組に配属（当時のトップスターは大地真央）。同期には一路真輝（元雪組トップスター。俳優・内野聖陽元夫人）、綾瀬るり(元星組娘役)、大峯麻友（元宙組組長）、英真なおき（元星組組長）などがいる。
1983年、阪急電鉄の初詣ポスターのモデルに起用される。同年、『ムーンライト・ロマンス』の新人公演で初ヒロインに抜擢される。
1986年、『夢の彼方に』でバウホール公演初ヒロインに抜擢される。以降、数々の新人公演のヒロインや、バウホール公演のヒロインを務め、本公演でもこだま愛に次ぐ2番手娘役クラスとして活躍。
1991年の『ベルサイユのばら -オスカル編-』の東京千秋楽をもって宝塚歌劇団を退団する。
退団後は、あさなぎ りんと改名して、タレントとして活動している。

## 宝塚歌劇団時代の主な舞台
- 1983年3月、『春の踊り -南蛮花更紗-／ムーンライト・ロマンス』新人公演：イブ・モルナー（本役：黒木瞳）＊新人公演初ヒロイン
- 1984年5月、『沈丁花の細道／ザ・レビューII -TAKARAZUKA FOREVER-』新人公演：埴谷笙子（本役：黒木瞳）＊新人公演ヒロイン
- 1984年11月、『ガイズ&ドールズ』新人公演：サラ・ブラウン（本役：黒木瞳）＊新人公演ヒロイン
- 1985年1月、『ハッピー・エンジェル』（バウ）リーリ
- 1985年5月、『二都物語／ヒート・ウェーブ』新人公演：バネッサ（本役：こだま愛）
- 1985年9月、『スウィート・リトル・ロックンロール』（バウ）メアリー
- 1985年11月、『ときめきの花の伝説／ザ・スィング』ビアンカ、新人公演：アンジェラ・バローネ（本役：こだま愛）＊新人公演ヒロイン
- 1986年1月、『夢の彼方に』（バウ）ラウラ・タナー・ルン ＊バウホール公演初ヒロイン
- 1986年5月、『百花扇 -夏の抒情詩-／哀愁 -愛の追想-』東京公演：グレイス、新人公演：キティ（本役：春風ひとみ）
- 1986年11月、『パリ、それは悲しみのソナタ／ラ・ノスタルジー』ローザ・ジョバンニ、新人公演：エバ（本役：こだま愛）＊新人公演ヒロイン
- 1987年1月、『スウォード・フラッシュ!』（バウ・東京特別・名古屋特別）
- 1987年5月、『ミー・アンド・マイガール』ソフィア、新人公演：サリー（本役：こだま愛）＊新人公演ヒロイン
- 1988年1月、『リラの壁の囚人たち』（バウ・東京特別）ポーラ・モラン ＊バウホール公演ヒロイン
- 1988年5月、『南の哀愁／ビバ!シバ!』マヌ
- 1988年11月、『恋と霧笛と銀時計／レインボー・シャワー』美津
- 1989年2月、『赤と黒』（バウ・東京特別）ルイーズ・レナール＊バウホール公演ヒロイン
- 1989年5月、『新源氏物語／ザ・ドリーマー』紫の上
- 1989年9月、『ウォーターフロント・ララバイ』（バウ）NAGISA（渚）
- 1990年2月、『大いなる遺産／ザ・モダーン』ビディ
- 1990年4月、『天使の微笑・悪魔の涙／レッド・ホット・ラブ』（全国ツアー）マルタ
- 1990年8月、『川霧の橋／ル・ポアゾン 愛の媚薬』お組
- 1991年1月、『カウントダウン・1991』（バウ）リンダ
- 1991年3月、『ベルサイユのばら -オスカル編-』ロザリー ＊退団公演

## 宝塚歌劇団退団後の主な活動

### テレビ番組
- クイズ日本人の質問（NHK）
- ひるどき日本列島（NHK）
- あなたが選んだ宝塚（NHK-BS）
- 峰竜太のホンの昼メシ前（日本テレビ）
- ジャスト（TBSテレビ）
- 郁恵の今日何にする?（フジテレビ）
- 夕食ばんざい
- ごきげんよう
- キンキンのとことん好奇心（テレビ朝日）
- ウッチャンナンチャンの炎のチャレンジャー
- 徹子の部屋
- ビデオあなたが主役SP
- クイズところ変われば（テレビ東京）
- 追跡!テレビの主役
- たかじんnoばぁ〜（読売テレビ）
- ザ・ワイド
- 大阪ほんわかテレビ
- ときめきタイムリー
- 近畿は美しく おスミつき新発見伝（MBSテレビ）
- 街かどチャチャチャ（ABCテレビ）
- おはよう朝日です
- ホリデーワイド関西珍発見
- ナイトinナイト
- わいわいサタデー
- 文化バザール世界紀行（パーフェクTV!）
- 絶対行きたい！プロも納得の温泉宿（テレビ大阪）
- ハロー神戸（サンテレビ）
- めざせパーゴルフ

### テレビドラマ
- 水戸黄門（TBSテレビ）
- ブランド（フジテレビ）
- 悪いこと2
- 貯まる女（テレビ東京）

### 映画
- 第三の極道（1995年） - 津田綾子
- 悲しきヒットマン

### CM
- レセナ（日本リーバ）
- 華・三・都（日本エアシステム）

## 出版物
- 宝塚 禁断の園は蜜の味 （日本文芸社、1997年、ISBN 4537025786）
- 朝凪鈴の好奇心がいっぱい（連載）（Soirée）